# Cá mú sao
Cá mú sao, tên khoa học Epinephelus trimaculatus, là một loài cá trong họ Serranidae